# 심인보
심인보는 대한민국의 기자이다.
2010년 KBS 기자로서는 처음으로 <추적 60분>에 발령이 났다. <추적 60분>에서 천안함 관련 다큐를 제작했고, 현직 대통령 이명박이 다니던 소망교회 관련 다큐를 제작하기 위해 취재를 하다가 다시 보도국으로 쫓겨났다. 2012년, 대선을 불과 6일 앞두고 당시 박근혜 대통령 후보의 불법 선거운동캠프 운영 사실을 9시 뉴스에 단독 보도했다. 2014년 언론노조 KBS 본부가 길환영 사장의 퇴진을 요구하며 파업을 벌였을 때 기자협회 진상조사단장을 맡았다. 파업의 결과 사장이 교체됐지만 달라진 것이 없는 현실에 좌절해 2015년 뉴스타파로 이직했다.
뉴스타파로 이직한 첫 해인 2015년, 친일파 후손들의 현재를 추적한 <친일과 망각> 4부작 제작에 참여했다. 같은 제목의 책도 공동집필했다. 2016년 ICIJ (국제탐사보도 언론인협회)의 <파나마 페이퍼스> 프로젝트에 참여해 노태우 전 대통령의 아들 노재헌의 자금 은닉 의혹을 보도했다. 2016년 8월에는 이건희 삼성전자 회장의 성매매 사실과 삼성 그룹 차원의 개입 의혹을 폭로했다. 2017년 ICIJ의 <파라다이스 페이퍼스> 프로젝트에 참여했고, 한화그룹 김승연 회장의 형 집행정지를 둘러싼 의혹을 보도했다. 2018년 삼성전자 사측으로부터 기술유출 누명을 뒤집어 쓴 삼성전자 이 전무 사건을 보도했다. 2018년 8월부터 2019년 6월까지 MBC 라디오 <시선집중> 앵커로 활동했다. 2019년 8월부터 12월까지 <죄수와 검사 시즌 1> 12부작을 보도했다. <죄수와 검사 시즌 1>은 검사 출신 전관 변호사 박수종과 상상인 금융그룹 대표 유준원의 검찰과의 유착 및 주가조작 의혹 등을 파헤친 보도다. 2020년 윤석열 검찰총장 부인 김건희의 주가조작 연루 의혹과 윤 총장 장모가 연관된 사기 의혹 사건을 보도했다. 2020년 <죄수와 검사 시즌 2>를 통해 한명숙 전 총리 사건의 핵심 증인 한만호의 비망록을 보도하고 검사들의 위증 교사 의혹을 폭로했다. 그런데, 결국 많은 사건이 무혐의로 기소도 되지 않거나, 위증교사 의혹 등은 재판을 통해 모두 무혐의로 결정났다.